# Jean Piaget
Jean Piaget (Neuchâtel, Svájc, 1896. augusztus 9. – Genf, 1980. szeptember 16.) svájci pszichológus és ismeretelmélet-teoretikus (elsősorban a biológia területén).

## Életpályája
Neuchâtelben született. 14 évesen írta meg első tudományos munkáját. A Neuchâteli Egyetemen természettudományt hallgatott, és itt szerezte meg 22 évesen PhD-fokozatát is. Később a pszichoanalízis után kezdett el érdeklődni, és Franciaországban dolgozta ki a genetikai episztemológiával kapcsolatos elméleteit. 1921-ben tért vissza Svájcba, ahol kinevezték a genfi Jean-Jacques Rousseau Intézet igazgatójává. 1929-ben elfogadta az International Bureau of Education igazgatói posztját, és egészen 1968-ig töltötte be ezt a pozíciót. 1929 és 1975 között a genfi egyetem pszichológia professzoraként dolgozott. 1955-ben megalapította a Genetikai Episztemológia Nemzetközi Központját, amelynek egészen 1980-ban bekövetkező haláláig volt az igazgatója.
Különféle díjakkal és tiszteletbeli fokozatokkal az egész világon elismerték munkásságát. Összegyűjtött művei tíz kötetben jelentek meg (1975–).

## Elmélete
A Piaget által kidolgozott elméletben a fogalmak egyszerű és tapasztalathoz kötött sémákon keresztül egyre komplexebb struktúrákat alkotnak (genetikus episztemológia). Felfogása szerint a pszichés fejlődés a világ megismerő ábrázolásának és szemléltetésének (kognitív reprezentációjának, illetve rekonstrukciójának, lásd konstruktivizmus) folyamatos differenciálódásán keresztül valósul meg. A folyamatot az asszimiláció (a környezetből származó tapasztalatok már meglévő sémákba való beillesztése) és az akkomodáció (a sémáknak a környezethez való igazítása) egyensúlyának fokozatos megjelenése jellemzi. Piaget-nak a gyermek kognitív fejlődésére vonatkozó elképzelései nagy hatással voltak az intelligenciakutatásokra.

## Hatása Magyarországon
Magyar pszichológusok is tanultak nála a két világháború közti időszakban, köztük Binét Ágnes és Kiss Tihamér László. Művei többségének fordítása és közreadása Magyarországon igazából az 1990-es évekkel, a rendszerváltozás éveivel kezdődött, de már 1989 előtt is megkerülhetetlen volt az ő munkásságának ismerete. A két világháború közt Várkonyi Hildebrand Dezső és Harkai Schiller Pál, 1945 után Kiss Árpád és Mérei Ferenc tettek sokat Piaget megismertetéséért.

## Főbb művei
- The Child's Conception of the World (1928)
- The Moral Judgment of the Child (1932)
- The Child's Conception of Number (1952)
- The Origins of Intelligence in Children (1953)
- Studies in Reflecting Abstraction (2001)

## Művei magyarul (válogatás)
- Histoire et méthode (magyar) A kísérleti pszichológia módszerei / Jean Piaget, Paul Fraisse, Maurice Reuchlin ; [ford. Semjén András] Budapest : Akadémiai K., 1967. 262 p.
- De la logique de l'enfant à la logique de l'adolescent (magyar) A gyermek logikájától az ifjú logikájáig : A formális műveleti struktúrák kialakulása / Baerbel Inhelder, Jean Piaget ; [ford. Kiss Árpád]. Budapest : Akadémiai K., 1967. 335 p.
- Válogatott tanulmányok / Jean Piaget ; [vál., bev. Kiss Árpád] ; [ford. Gergelyi Mihály et al.] Budapest : Gondolat, 1970. 549 p.
- Az értelmi fejlődés társadalmi tényezői. Tanulmányok; ford. Nagy Imre, Kiss Árpád, Fodor Imréné; Kriterion, Bukarest, 1973 (Korunk könyvek)
- La formation du symbole chez l'enfant 5. ed. (magyar) Szimbólumképzés a gyermekkorban : Utánzás, játék és álom : A kép és ábrázolása / Jean Piaget ; ford. és a bevezető tanulmányt írta Mérei Ferenc Budapest : Gondolat, 1978. 512 p.
- Le comportement moteur de l'évolution (magyar) A viselkedés mint a fejlődés hajtóereje / Jean Piaget. Budapest : Akad. K., 1988. 157 p. ISBN 963-05-4750-3
- Six études de psychologie (magyar) Hat pszichológiai tanulmány / Jean Piaget. [Budapest] : Piaget Alapítvány, 1990. 119 p.
- La psychologie de l'intelligence (magyar) Az értelem pszichológiája / Jean Piaget ; [ford. Ádám Anikó, Farkas Ildikó, Martonyi Éva] Budapest : Gondolat, 1993.[19] 259 p. ISBN 963-282-654-X
- Piaget – Inhelder: Gyermeklélektan, Budapest, Osiris, 1999 (eredeti: Piaget - Inhelder: La psychologie de l'enfant. Paris, 1966, Presses Universitaires de France.) ISBN 963-379-625-3 ISSN 1518-1222 [ford. Benda Kálmán, ellenőrizte és az utószót írta Vajda Zsuzsanna]
- Szociológiai tanulmányok; ford. Gervain Judit; Osiris, Bp., 2005 (Osiris könyvtár. Szociológia)